# Tiverton (condado de Newport)
Tiverton es un lugar designado por el censo ubicado en el condado de Newport en el estado estadounidense de Rhode Island. En el año 2000 tenía una población de 7,282 habitantes y una densidad poblacional de 674.2 personas por km². Tiverton se encuentra ubicado en el centro del pueblo de Tiverton.

## Geografía
Tiverton se encuentra ubicado en las coordenadas 41°39′15″N 71°12′1″O / 41.65417, -71.20028. Según la Oficina del Censo, la ciudad tiene un área total de 17 km² (6,6 mi²), de la cual 10,8 km² (4,2 mi²) es tierra y 6,2 km² (2,4 mi²) (36.63%) es agua.

## Demografía
Según la Oficina del Censo en 2000 los ingresos medios por hogar en la localidad eran de $45,683, y los ingresos medios por familia eran $57,375. Los hombres tenían unos ingresos medios de $39,786 frente a los $28,256 para las mujeres. La renta per cápita para la localidad era de $22,238. Alrededor del 5.1% de la población estaban por debajo del umbral de pobreza.